# Neuapostolische Kirche Kanada
| Bezirksapostel (Präsident):       | Mark Woll                                 |
| Vorangänger:                      | Leslie Latorcai                           |
| Bezirksapostelhelfer:             | Frank Dzur John Sobottka David D. Devaraj |
| Apostel:                          | Kenneth Kreutner                          |
| Gründung:                         | 1896 (damals Gebietskirche Nordamerika)   |
| Verwaltungsort:                   | Waterloo/Kitchener                        |
| Gemeinden:                        | 102                                       |
| Mitglieder:                       | 13. 315                                   |
| Mitglieder (mit Missionsländern): | 2.644.236                                 |

Die Neuapostolische Kirche Kanada (englisch New Apostolic Church Canada) ist ein Verwaltungsbereich der Neuapostolischen Kirche, der von Kanada (Waterloo (Ontario)) aus geleitet wird. Sie umfasst das Land Kanada und 23 weitere betreute Missionsländer mit insgesamt fast 2,7 Mio. Gläubigen. Somit ist die Neuapostolische Gebietskirche Kanadas flächenmäßig wie auch zahlenmäßig die größte der neuapostolischen Gebietskirchen. Seit der Ordination vom 21. November 2010 in Kanada wird sie von Bezirksapostel Mark Woll geleitet.

## Aktuelle Situation
Die Neuapostolische Kirche besteht schon seit Beginn der Amtszeit des ersten Stammapostels Friedrich Krebs, der das Land auch schon besucht hat, in Kanada.
Entwickelt haben sich die Mitgliederzahlen nur sehr gering. Gründe dafür sind, dass zu Beginn des 20. Jahrhunderts die NAK in anderen Ländern nur durch Auswanderer aus Deutschland, die selbst neuapostolisch waren, Fuß fasste. Also wurden Gottesdienste oder Missionstätigkeit lediglich in deutscher Sprache ausgeführt. Dazu kommt, dass die Neuapostolische Kirche bis und mit Erwin Wagner sehr konservativ von den Bezirksaposteln angetrieben wurde und deshalb einen nur äußerst tiefen Bekanntheitsgrad in der Gesellschaft erwarb.
Heute hat sich auch eine „Kirchenöffnung“ in Kanada vollzogen. Somit ist sie nun in der kanadischen Gesellschaft bekannter und wird mit viel Wohlwollen betrachtet. Anerkannt wird sie von den Kanadiern besonders wegen ihrer Angebote für jede Altersgruppe, insbesondere für Kinder wie z. B. Bibelschulen und musikalische Aktivitäten. Noch bekannter scheint sie bei Ausländern in Kanada zu sein. Es bestehen mehrere kambodschanische, spanische und chinesische Gemeinden.
Grund dafür, dass die Neuapostolische Gebietskirche Kanada so viele Gläubige betreut, ist hauptsächlich die Missionsarbeit von Michael Kraus, des Vorgängers von Erwin Wagner.

## Betreute Gebiete (Missionsländer)

### Fernost
Bezirksapostel Urs Hebeisen, gebürtiger Schweizer, ist Leiter der Missionsarbeit in 16 Ländern Südostasiens und direkter Kirchenverwalter der NAK Philippinen.
In vielen dieser Länder sind die Bedingungen um die Missionsarbeit sehr veraltet und erinnern an die der Kolonialzeit. Die meisten dieser Länder haben nur eine eingeschränkte Religionsfreiheit und stehen dem Christentum verschlossen gegenüber. Die ersten Gläubigen auf den Philippinen wurden vor gut 35 Jahren versiegelt.
Die Missionstätigkeit und das damit verbundene Wachstum nahm mit dem neuen Bezirksapostel und Stammapostel stark ab, da besonders der momentane Kirchenpräsident und Stammapostel Wilhelm Leber dazu nötiges Geld einspart, vorwiegend für Kirchenbau und -ausbau weltweit.
Ebenfalls ein Grund für das Abnehmen des bisherigen Wachstums ist die Globalisierung in Asien, die zwei verschiedene Sozialschichten stark differenziert und somit Armut ein noch größeres Problem wird. Selbst wenn in den betreuten Ländern Straßen und Verkehrsnetze ausgebaut wurden, findet sich betreffend der Infrastruktur noch viel Verbesserungswürdiges.
Seit 2009 sind diese Gebiete eigenständig und mit der Gebietskirche Indonesien  zur Gebietskirche Ost-Asien fusioniert worden und Urs Hebeisen am 18. Januar 2009 zum Bezirksapostel ordiniert worden.
Mitgliederzahlen der von Urs Hebeisen betreuten Länder:
| Land        | 2003    | 2004    | 2005    |
| ----------- | ------- | ------- | ------- |
| Bangladesch | 14 747  | 14 965  | 15 105  |
| China       | 18 912  | 19 941  | 21 058  |
| Japan       | 106     | 108     | 115     |
| Korea       | 4634    | 4609    | 4591    |
| Laos        | 20      | 22      | 22      |
| Malaysia    | 6233    | 6372    | 6378    |
| Myanmar     | 3552    | 3592    | 3693    |
| Palau       | 11      | 11      | 11      |
| Philippinen | 123 798 | 125 579 | 127 080 |
| Singapur    | 104     | 108     | 106     |
| Taiwan      | 226     | 239     | 241     |
| Thailand    | 12 278  | 12 203  | 12 128  |
| Vietnam     | 498     | 502     | 71      |

### Indien
Für Indien ist seit Februar 2010 der Bezirksapostelhelfer David G. Devaraj zuständig.
| Betreuende Gebietskirche | Indische Provinz        | Mitgliederzahlen 2007 |
| ------------------------ | ----------------------- | --------------------- |
| Kanada                   | Zentrale Provinzen      | 865.000               |
| Mitteldeutschland        | Kerala+Andamanen        | 935                   |
| Nordrhein-Westfalen      | Nordprovinzen+Rajasthan | 60.000                |
|                          | Mitglieder Total        | ca. 925.000           |

### Kambodscha
| 2002   | 2003   | 2004   | 2005   |
| ------ | ------ | ------ | ------ |
| 74.668 | 76.158 | 79.524 | 81.015 |

### Demokratische Republik Kongo
Bezirksapostel Michael D. Deppner ist Kirchenpräsident der neuapostolischen Christen in der Dem. Rep. Kongo auf dem Gebiet folgender ehemaliger Provinzen: Bandundu, Bas-Congo, Équateur und Kinshasa.
| 2002      | 2003      | 2004      | 2005      |
| --------- | --------- | --------- | --------- |
| 1.010.254 | 1.042.382 | 1.072.115 | 1.092.215 |

Mit mehr als 2,5 Millionen statistisch erfassten Mitglieder ist die Demokratische Republik Kongo Heimat fast jedes vierten neuapostolischen Christen. In Kinshasa, der Hauptstadt, leben fast fünf Millionen Menschen. Dort bestehen 1700 neuapostolische Gemeinden und die Zahl wächst stetig. Für die enorme Anzahl jedoch gibt es einen besonderen Grund. In Kinshasa dürfen kirchliche Gottesdienste und sonstige organisatorische Aktivitäten nicht später als vier Uhr nachmittags stattfinden. Um am Mittwochabend trotzdem einen Gottesdienst durchzuführen, wird dieser in der langen Nachmittagspause durchgeführt. Um den Mitgliedern Zeitstress und Überschneidung mit den Arbeitszeiten zu ersparen, wurden in fast jedem Wohnquartier eine Gemeinde für immer über 100 Mitglieder gegründet. Die Stadt ist somit auch in zehn Apostelbereiche gegliedert, welche mit Hilfe von 8000 Amtsträgern geführt werden. Insgesamt leben in der Hauptstadt 300.000 neuapostolische Christen. Errichtete Kirchen gibt es in Kinshasa etwa 90, von denen die meisten mehr als 500 Sitzplätze fassen. Für Bezirksapostelhelfer Deppner stellt die momentane Situation jedoch ein Problem dar, da es weit über die finanziellen Möglichkeiten hinausläuft, alle Betreuten mit Kirchen zu versorgen. Also finden neuapostolische Gottesdienste in Kinshasa meist in Hütten, Zelten oder auf geliehenen Grundstücken statt. Die Neuapostolische Kirche wird in diesem Bereich von der Stadtverwaltung durch das Leihen von Grundstücken unterstützt. Wobei seit dem 1. August 2010 die Gebietskirche DR Kongo-West eigenständig ist und Michael Deppner als Bezirksapostel ordiniert wurde.

### Zentralafrika
Frank Dzur betreut in Zentralafrika neuapostolische Christen in folgenden Ländern:
Mitgliederstand 2006
| Land                         | 2003   | 2004   | 2005   |
| ---------------------------- | ------ | ------ | ------ |
| Republik Kongo               | 63'190 | 64'031 | 67'579 |
| Ruanda                       | 39'749 | 40'368 | 40'778 |
| Tschad                       | 73'586 | 75'920 | 76'007 |
| Zentralafrikanische Republik | 18'539 | 20'124 | 20'647 |